# Людмил Ставрев
Людмил Ставрев е български шахматист и журналист, роден през 1982 година в София.
По професия е специалист техник сън специалност „Автоматика, информационна и управляваща техника“. Към 2009 година се занимава с програмиране на интернет приложения и сайтове. Репортер и фотограф.

## Шахмат
През април 2003 г. организира първия шахматен турнир „Сливница Оупън“ в град Сливница и поставя началото на верига турнири под името „Сливница Оупън“. След турнира започва да поддържа интернет сайт на местния Шахматен клуб „Сливнишки герой“ Сливница.
През 2006 г. създава първия български шахматен портал ChessFish.com, включващ новини, шахматен бюлетин, онлайн игра на шах и др.
На 16 май 2008 г. е сред тримата журналисти, постигнали реми срещу 10-ия световен шампион по шахмат Борис Спаски, в изнесения сеанс на руснака по време на супертурнира „М-Тел Мастърс“. На 7 април 2007 печели юбилейното 5-о издание на шахматния турнир „Сливница Оупън“ в Сливница.
През март 2008 г. е избран за член на УС на Шахматен клуб „Сливнишки герой“ Сливница.
На 21 февруари 2009 г. постига реми срещу гм Кирил Георгиев, в сеанса му за световен рекорд на „Гинес“.
На 27 март 2009 г. организира шахматен сеанс на едновременна игра срещу деца и младежи в училище СОУ „Св. св. Кирил и Методий“, Сливница. Играе едновременно срещу над 35 души.

## Работа
През май 2006 г., заедно с Йордан Йорданов, създава първия български шахматен портал ChessFish.com, където е едновременно администратор, фоторепортер и новинар – пише статии, коментари и анализи.
В края на 2007 хобито се превръща в постоянна работа и започва като Уеб програмист на сайтове и приложения.
В началото на 2009 създава сайт Slivnitsa.com за община Сливница, в който съвместява длъжностите на администратор, маркетинг мениджър, фотограф, репортер, автор на статии и главен редактор.